# Скагастрёнд (поселение)
Скагастрёнд (исл. Skagaströnd; исландское произношение: [ˈskaːɣaˌstrœnt]) — небольшая деревня на севере Исландии в регионе Нордюрланд-Вестра в общине Скагастрёнд. Расположена на восточной стороне Хуна-фьорда, у подножия горы Спауконюфедль (исл. Spákonufell).

## Этимология названия
Своё название деревня Скагастрёнд получила из-за того, что расположена на одноимённом побережье Хуна-фьорда. Первая часть названия Скагастрёнд происходит от названия полуострова Скайи (исл. Skagi), а вторая от слова strönd, которое означает плоскую полосу земли вдоль моря, обычно с песком или камнями.

## Характеристика
Скагастрёнд расположен у подножия горы Спауконюфедль (639 м) на побережье Скагастрёнд на восточном берегу Хуна-фьорда. Возвышающаяся над деревней года Спауконюфедль получила своё название от легендарной прорицательнице Тоурдис, которая жила в этом поселении в древние времена. Местные жители считают, что если посмотрите на гору с севера или с юга, то будет видно лицо Тоурдис, сложенное каменными узорами на скале.
Скагастрёнд был одним из числа старейших поселений на севере Исландии. В исландских сагах поселение на этом месте упоминается с начала X века. Здесь был хорошая естественная гавань для кораблей, поэтому английские и ганзейские купцы торговали здесь в XV—XVI веках, однако после установления в 1602 году датской торговой монополии они были вытеснены отсюда, так как исландцам разрешалось вести дела только с датскими купцами. Сначала торговля с датчанами здесь происходила только с кораблей и только летом, на с начала 18 века задокументированы постоянные постройки (складские помещения и жилые дома) и с тех пор в Скагастрёнд постоянно жили датские купцы. После того как в 1858 году торговля была официально разрешена в Сёйдауркроукюре на другой стороне полуострова Скайи, Скагастрёнд потерял своё торговое значение.
Основным занятием жителей Скагастрёнд является рыболовство и переработка морепродуктов. В последние годы всё более важное место занимают туристические услуги.

## Население
На 1 января 2022 года численность населения составляет 471 человек. Плотность населения составляет 942 чел. на км².
Источник: Mannfjöldi eftir kyni, aldri og sveitarfélögum 1998-2022 (исл.). hagstofa.is. Reykjavík: Hagstofa Íslands [Статистическая служба Исландии]. Дата обращения: 20 августа 2022.